# Ololygon pombali
Espèce
Synonymes
- Scinax pombali Lourenço, Carvalho, Baêta, Pezzuti & Leite, 2013

Ololygon pombali est une espèce d'amphibiens de la famille des Hylidae.

## Répartition
Cette espèce est endémique du Minas Gerais au Brésil. Elle se rencontre à Capitólio vers 987 m d'altitude dans la Serra da Canastra.

## Description
Les mâles mesurent de 20,2 à 25,1 mm et les femelles de 28,6 à 34,9 mm.

## Étymologie
Cette espèce est nommée en l'honneur de José Perez Pombal Jr..

## Publication originale
- Lourenço, Carvalho, Baêta, Pezzuti & Leite, 2013 : A new species of the Scinax catharinae group (Anura, Hylidae) from Serra da Canastra, southwestern state of Minas Gerais, Brazil. Zootaxa, no 3613, p. 573–588.